# Miasto na górze
Miasto na górze (ros. Город наверху) – jedna z powieści Kira Bułyczowa. Tak jak jego inne utwory, nawiązuje ona do sytuacji w ZSRR w latach powojennych. Bułyczow pisze o społeczeństwie, które żyje i umiera pod ziemią. Władzę sprawuje dyktator i jego tajna policja, a ludzie, którymi włada, traktują kawałek mydła jak największy skarb.
Główny bohater – rurarz Kroni – pobudzony opowieściami starszych, rusza na poszukiwania legendarnego Miasta na Górze. Jednak to, co znajduje, zmienia nie tylko jego, ale i całą społeczność.